# Hartmann Koechlin
Hartmann Koechlin (* 4. April 1893 in Basel; † 7. Januar 1962 ebenda) war ein Schweizer Chemiker und Manager.

## Leben und Werk
Hartmann Koechlin entstammte dem elsässischen Ast der weitverzweigten Familie Koechlin. Sein Vater war Carl Koechlin. Die Mutter Elisabeth, geborene Iselin, starb kurz nach seiner Geburt. Seine Brüder waren der spätere Theologe Alphons Koechlin und Carl Koechlin-Vischer. 
Koechlin besuchte das Humanistische Gymnasium in Basel. Er studierte ab 1911 Chemie an der ETH Zürich. Während des Ersten Weltkrieges leistete er seinen Militärdienst als Leutnant der Infanterie, Adjutant des Füsilier Bataillons 97. 1918 machte er sein Doktorexamen für die technischen Wissenschaften. Anschliessend arbeitete er als Betriebschemiker bei der J. R. Geigy AG in Basel.

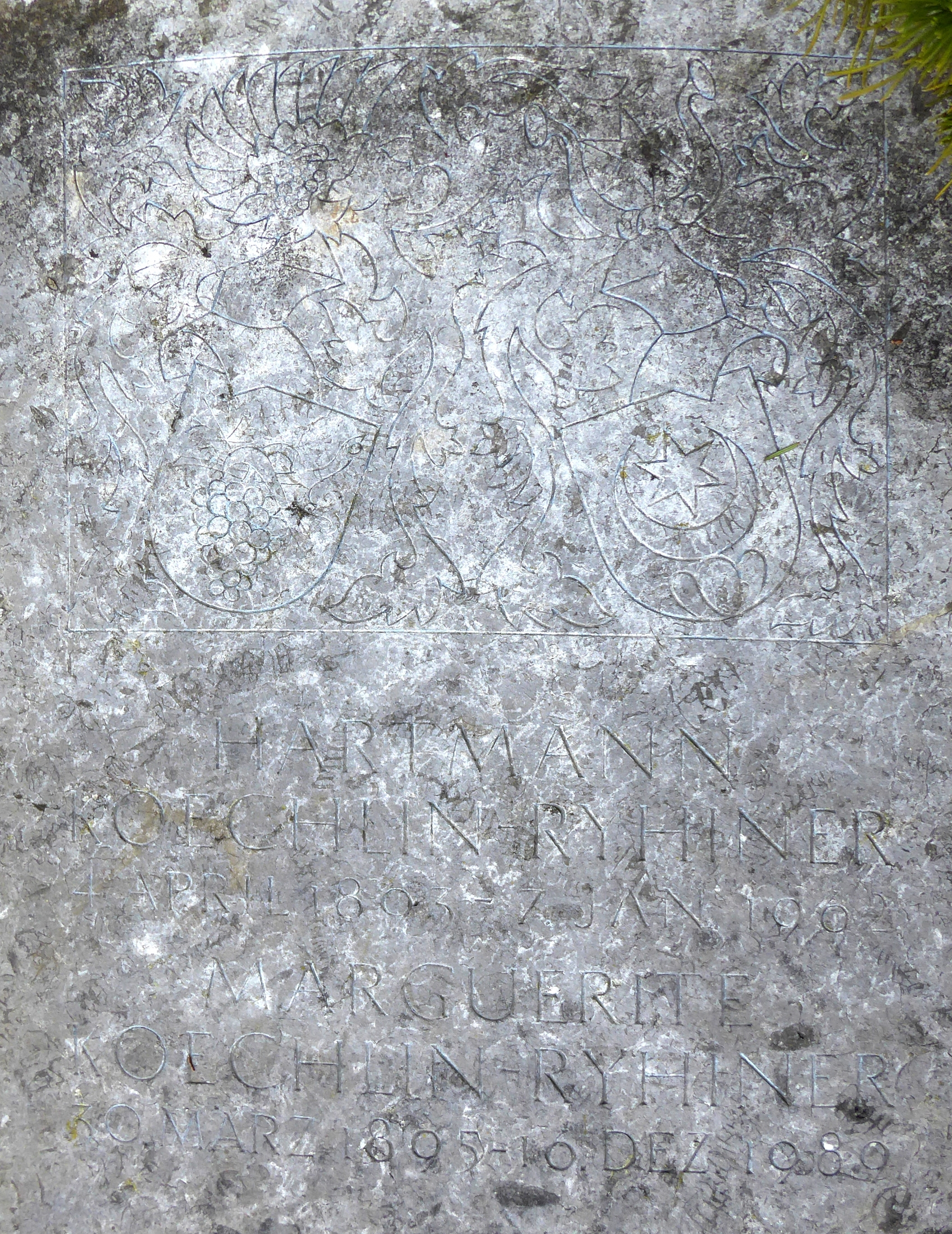
Grab, Friedhof am Hörnli

1922/1923 hielt sich Koechlin zur Weiterbildung im Gemeinschaftswerk der Firmen Ciba, Geigy und Sandoz in Cincinnati auf. Wieder in Basel wurde er stellvertretender Direktor in der technischen Leitung der J. R. Geigy AG. 1931 wurde Koechlin zum Direktor befördert und übernahm die Leitung des wissenschaftlich-technischen Betriebes. In der Folge war er u. a. mit den Planungs- und Ausführungsarbeiten für die Geigywerke Schweizerhalle zuständig. 
Ab 1936 war Koechlin Mitglied des Verwaltungsrates. 1942 wurde ihm die Leitung der in raschem Ausbau begriffenen wissenschaftlichen Forschung übertragen. Als Adjutant der Territorial-Regiments 86 leistete er während des Zweiten Weltkrieges längere Aktivdienste.
Koechlin war massgebend am Zustandekommen des ersten Gesamtarbeitsvertrags der chemischen Industrie beteiligt. Von 1948 bis zu seinem Rücktritt 1958 war er Mitglied der obersten Leitung des zum Weltkonzern aufgestiegenen Unternehmens. Koechlin war im Zentralverband schweizerischer Arbeitgeberverbände, dessen Ausschuss er als Präsident des «Verbandes der Basler chemischen Industriellen» angehörte. Zudem war er lange Zeit Vizepräsident des Verwaltungsrates der Industriegesellschaft Schappe und Verwaltungsrat der von Rollschen Eisenwerke.
Koechlin war Mitglied der Kuratel der Universität Basel und wurde zum Ehrendoktor der medizinischen Fakultät ernannt. Zudem war er Ehrendoktor der technischen Wissenschaften der ETH Zürich.
1918 heiratete er Marguerite, geborene Ryhiner (* 30. März 1895; † 10. Dezember 1989). Ihr gemeinsamer Sohn war Samuel Koechlin. Hartmann Koechlin fand seine letzte Ruhestätte auf dem Friedhof am Hörnli.